# Drehnow
Drehnow, niedersorbisch Drjenow, ist eine Gemeinde im Landkreis Spree-Neiße in Brandenburg. Sie wird vom Amt Peitz verwaltet.

## Geografie
Drehnow liegt in der Niederlausitz, rund zwölf Kilometer nördlich der Altstadt von Cottbus, und zählt zum amtlichen und angestammten Siedlungsgebiet der Sorben/Wenden in Brandenburg. Die Gemeinde grenzt im Norden und Osten an Turnow-Preilack, im Süden an den Cottbuser Stadtteil Döbbrick und im Westen und Nordwesten an Drachhausen.
Südlich von Drehnow erstreckt sich das Naturschutzgebiet Laßzinswiesen, dort fließt die Malxe. Der Hammergraben bildet die Grenze zur Stadt Cottbus.

## Gemeindegliederung
Drehnow verfügt über keine Ortsteile, bewohnten Gemeindeteile oder Wohnplätze.

## Geschichte

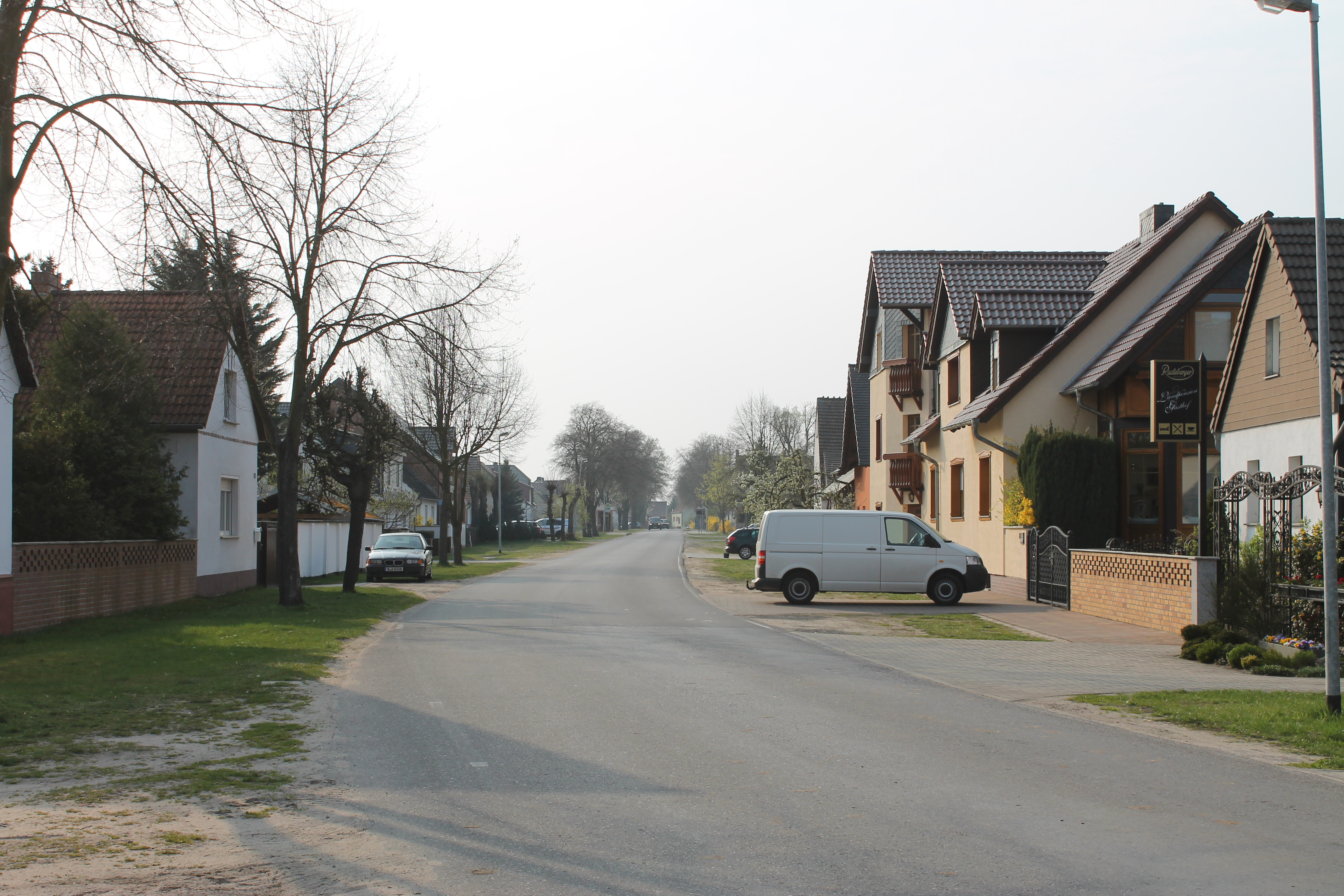
Hauptstraße in Drehnow

Die erste urkundliche Erwähnung Drehnows erfolgte 1635, aber bereits 1400 wurde der Ortsname genannt. Das Wort „dren“ bedeutet roter Hartriegel und weist auf die frühe Ansiedlung der Sorben/Wenden hin. Das Dorf befand sich bis zum Dreißigjährigen Krieg auf einem flachen Sandrücken in der Nähe der Malxe. Aufgrund der ständigen Hochwassergefahr wurde danach das jetzige Dorf etwa 500 m nordöstlich vom früheren Standort angelegt. Der frühere Standort wurde ackerbaulich genutzt, die Felder wurden früher in Zweifelderwirtschaft bewirtschaftet.
Zum Zeitpunkt der Ersterwähnung gehörte Drehnow zum kurfürstlich-brandenburgischen Amt Peitz in der Herrschaft Cottbus. In diesem Jahr lebten 22 Bauern, 15 Gärtner, drei Büdner und ein Schäfer in dem Dorf, drei Hufen lagen wüst. Nach dem Tilsiter Frieden kam Drehnow im Jahr 1807 kurzzeitig zum Königreich Sachsen. Für das Jahr 1809 sind in Drehnow 385 Einwohner verzeichnet, die Haushalte verteilten sich auf einen Lehnschulze und einen Lehnmann, 16 Bauern, 13 Kossäten, 15 Büdner und fünf Einlieger, des Weiteren gab es eine Schmiede, einen Rademacher und eine Unterförsterei. Kirchlich gehörte der Ort zur Filiale Drachhausen in der Kirchengemeinde Peitz. Nach der auf dem Wiener Kongress beschlossenen Teilung des Königreiches Sachsen wurde Drehnow nach acht Jahren wieder preußisch.
Bei der Gebietsreform im Jahr 1816 wurde Drehnow dem Kreis Cottbus in der Provinz Brandenburg zugeordnet. Zwei Jahre später hatte der Ort 389 Einwohner. Nach der Auflösung des Amtes Peitz im Jahr 1832 wurde Drehnow in das Amt Cottbus umgeordnet. Für 1846/47 verzeichnete Drehnow 550 Einwohner einen Lehnschulze, neun Hufner mit anderthalb Hufen Grundbesitz, sieben Hufner mit einer Hufe Grundbesitz, 13 Kossäten und zehn Büdner. In den 1850er und 1860er Jahren wanderten mehrere Einwohner nach Australien, in die Vereinigten Staaten und nach Südamerika aus. Bei der Volkszählung am 1. Dezember 1871 hatte die Landgemeinde Drehnow 677 Einwohner, davon waren 351 Männer und 326 Frauen; 158 Einwohner waren Kinder unter zehn Jahren und alle Einwohner waren evangelisch-lutherischer Konfession.
Das Amt Cottbus wurde 1874 aufgelöst, die Landgemeinde Drehnow gehörte fortan zum Amtsbezirk Drachhausen. Im Jahr 1895 wurde ein neues Schulgebäude in Drehnow gebaut, der daneben stehende Glockenturm entstand etwas später und wurde im März 1898 eingeweiht. Zu Beginn des 20. Jahrhunderts hatte Drehnow 705 Einwohner. Am 24. August 1905 wurde die Freiwillige Feuerwehr gegründet. Im Zuge der Auflösung der Gutsbezirke in Preußen wurde im Jahr 1928 ein Teil des Gutsbezirkes Turnow in die Landgemeinde Drehnow eingegliedert. Nach dem Ende des Zweiten Weltkrieges gehörte Drehnow zur Sowjetischen Besatzungszone und somit ab 1949 zur DDR, wo die Gemeinde zunächst ein Teil des Landes Brandenburg war.

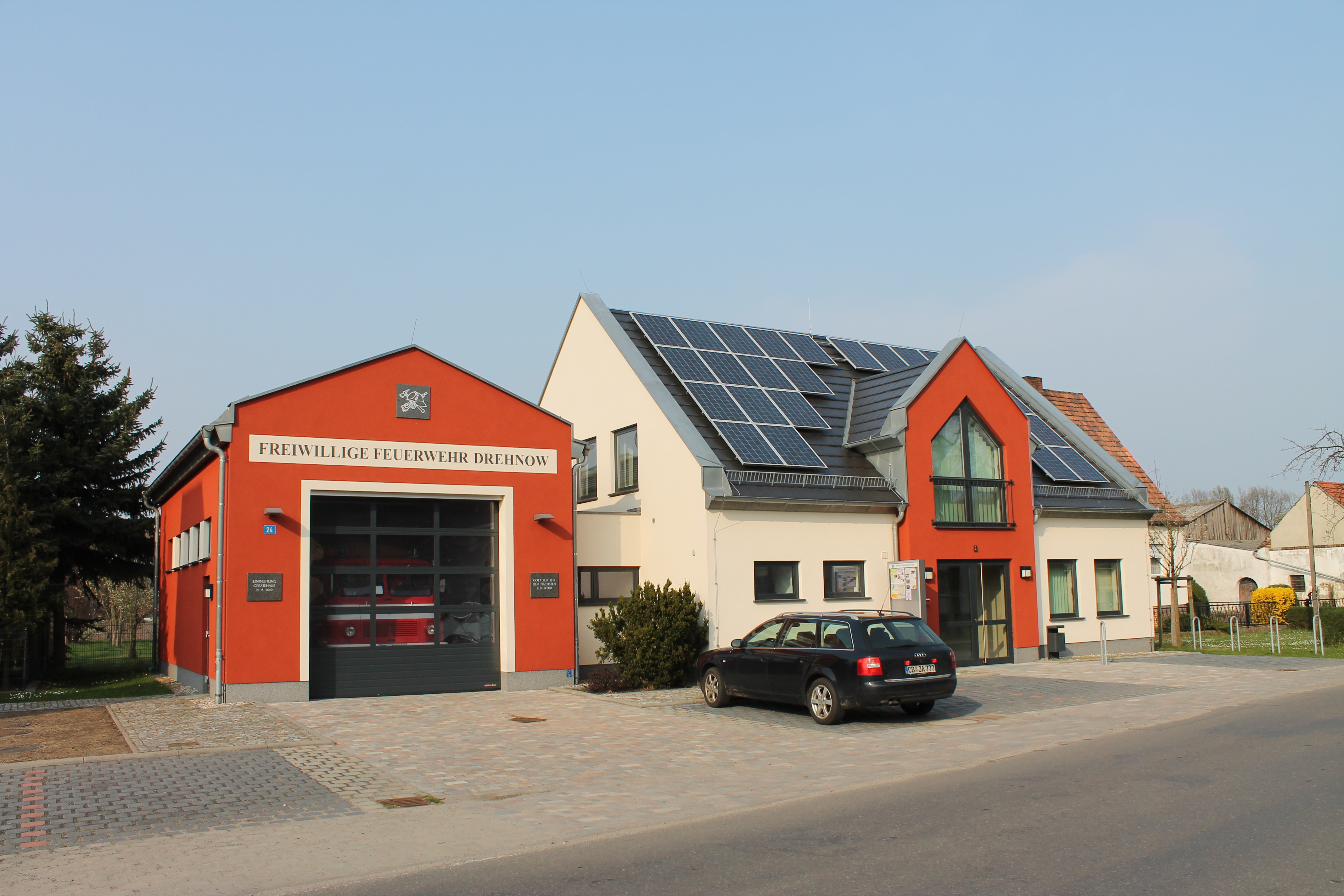
Das 2010 neu gebaute Feuerwehrgeräte- und Dorfgemeinschaftshaus

Bei der Gebietsreform in der DDR am 25. Juli 1952 wurde Drehnow dem neu gebildeten Kreis Cottbus (ab 1954 Kreis Cottbus-Land) im Bezirk Cottbus zugeordnet. Die landwirtschaftlichen Betriebe des Ortes wurden 1960 in einer Landwirtschaftlichen Produktionsgenossenschaft kollektiviert. Nach der Wiedervereinigung lag Drehnow zunächst im brandenburgischen Landkreis Cottbus, im Jahr 1992 schloss sich die Gemeinde zur Erledigung ihrer Verwaltungsgeschäfte dem Amt Peitz an. Bei der Kreisreform in Brandenburg am 6. Dezember 1993 ging Drehnow im neuen Landkreis Spree-Neiße auf. Im Jahr 2010 wurde in Drehnow ein neues Feuerwehrgeräte- und Dorfgemeinschaftshaus errichtet, das am 24. August 2010 im Zuge des 105-jährigen Bestehens der Feuerwehr Drehnow eingeweiht wurde.

## Bevölkerungsentwicklung
| Jahr | Einwohner |
| ---- | --------- |
| 1875 | 666       |
| 1890 | 727       |
| 1910 | 703       |
| 1925 | 691       |
| 1933 | 715       |
| 1939 | 722       |

| Jahr | Einwohner |
| ---- | --------- |
| 1946 | 888       |
| 1950 | 839       |
| 1964 | 712       |
| 1971 | 682       |
| 1981 | 638       |
| 1985 | 644       |

| Jahr | Einwohner |
| ---- | --------- |
| 1990 | 617       |
| 1995 | 641       |
| 2000 | 663       |
| 2005 | 620       |
| 2010 | 578       |
| 2015 | 550       |

| Jahr | Einwohner |
| ---- | --------- |
| 2020 | 501       |
| 2021 | 500       |
| 2022 | 516       |
| 2023 | 513       |
| 2024 | 511       |

Gebietsstand des jeweiligen Jahres, Einwohnerzahl: Stand 31. Dezember (ab 1991), von 2011 bis 2021 auf Basis des Zensus 2011, ab 2022 auf Basis des Zensus 2022
Sorbische Sprache
Drehnow liegt im angestammten Siedlungsgebiet der Sorben/Wenden und zählt zu jenen Gemeinden in Brandenburg, in denen sich die niedersorbische Sprache vergleichsweise lange halten konnte. Der sorbische Volkskundler Arnošt Muka ermittelte für seine Statistik über die Sorben in der Lausitz 690 Einwohner in Drehnow, die alle Sorben waren und von denen einige auch die deutsche Sprache nicht beherrschten. Im Jahr 1956 hatten noch 78,5 Prozent der Einwohner Sorbischkenntnisse. Bei der letzten amtlichen Erhebung im Jahr 1995 waren noch 16,0 Prozent der Einwohner sorbischsprachig, zudem wurde dem Ort ein guter Spracherhalt bescheinigt.

## Politik

### Gemeindevertretung
Die Gemeindevertretung von Drehnow besteht aus acht Gemeindevertretern und dem ehrenamtlichen Bürgermeister. Die Kommunalwahl am 9. Juni 2024 führte bei einer Wahlbeteiligung von 76,8 % zu folgendem Ergebnis:
| Wählergruppe               | Stimmenanteil | Sitze |
| -------------------------- | ------------- | ----- |
| Unabhängige Bürgerbewegung | 100 %         | 8     |

### Bürgermeister
- 1994–2012: Fritz Kschammer (Unabhängige Bürgerbewegung)[12]
- 2012–2024: Erich Lehmann (Unabhängige Bürgerbewegung)
- seit 2024: Markus Erb (Unabhängige Bürgerbewegung)

Erb wurde bei der Bürgermeisterwahl am 9. Juni 2024 ohne Gegenkandidat mit 80,7 % der gültigen Stimmen für eine Amtszeit von fünf Jahren gewählt.

### Gemeindepartnerschaft
Seit dem 15. Februar 2000 besteht eine Partnerschaft mit dem polnischen Ochla (bis 1945 Ochelhermsdorf), einem Stadtteil von Zielona Góra.

## Sehenswürdigkeiten und Kultur

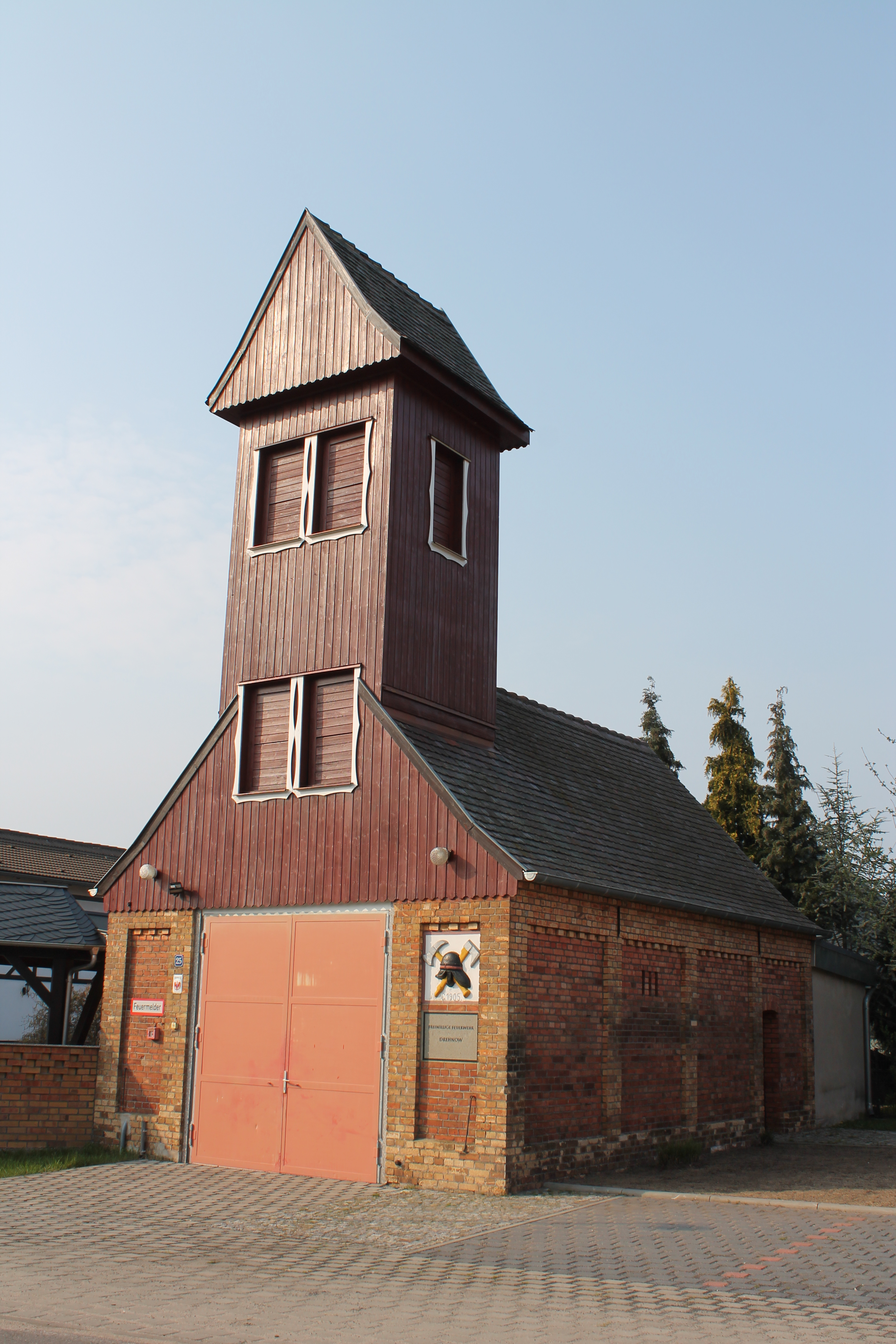
Altes Feuerwehrhaus

In der Liste der Baudenkmale in Drehnow und in der Liste der Bodendenkmale in Drehnow stehen die in der Denkmalliste des Landes Brandenburg eingetragenen Denkmale. Das Wahrzeichen des Ortes ist der 1898 errichtete hölzerne Glockenturm, auf dem sich ein Kreuz und ein Kelch befinden. Der Glockenturm entstand, weil Drehnow keine eigene Kirche besaß und das Glockengeläut der Kirche in Peitz in Drehnow nicht zu hören war.
Regelmäßige Veranstaltungen
Alljährlich wird in der 1. Woche im Februar die Zapust/Fastnacht, das Hahnrupfen in der 1. Woche im September und die Kermuscha/Kirmes veranstaltet.

## Verkehr
Drehnow liegt an der Kreisstraße 7138 von Drachhausen nach Turnow. Die Bundesstraße 168 zwischen Lieberose und Peitz verläuft kurz hinter der östlichen Gemeindegrenze.
Die nächstgelegenen Bahnhöfe sind Peitz Ost und Cottbus-Wilmersdorf-Nord an der Bahnstrecke Cottbus–Guben. Sie werden von den Regionalbahnlinien RE 10 Frankfurt (Oder)–Leipzig sowie RB 43 Frankfurt (Oder)–Falkenberg (Elster) bedient.

## Persönlichkeit
- Wilhelm Finck von Finckenstein (1792–1877), preußischer Generalleutnant, in Drehnow geboren